# Christian Lanthaler
Christian Lanthaler (Moso in Passiria, 26 ottobre 1966) è un ex sciatore alpino e sciatore nautico italiano paralimpico, vincitore di due medaglie paralimpiche invernali.

## Biografia
Lanthaler, originario di Tirolo, all'età di cinque anni, arrampicatosi per gioco su uno skilift, cadde tra la fune metallica e la puleggia dell'argano, tranciandosi la gamba sinistra che venne amputata.

### Carriera nello sci alpino
Sciatore polivalente, Lanthaler debuttò ai Giochi paralimpici invernali a Tignes 1992, dove si classificò 17º nella discesa libera, 8º nello slalom gigante e 10º nello slalom speciale, e alle successive Paralimpiadi di Lillehammer 1994 si piazzò 20º nel supergigante e non completò discesa libera, slalom gigante e slalom speciale; ai Mondiali di Lech 1996 vinse la medaglia d'argento nel supergigante e fu 5º nello slalom speciale, mentre ai VII Giochi paralimpici invernali di Nagano 1998 si classificò 13º nella discesa libera, 6º nel supergigante, 6º nello slalom speciale e non completò lo slalom gigante.
Ai Mondiali di Anzère 2000 si piazzò 4º nella discesa libera; agli VIII Giochi paralimpici invernali di Salt Lake City 2002 vinse la medaglia d'argento nella discesa libera e nel supergigante e non completò lo slalom gigante, mentre l'anno dopo ai Mondiali di Anzère 2000 fu 4º nella discesa libera. Ai IX Giochi paralimpici invernali di Torino 2006 si classificò 19º nella discesa libera, 13º nel supergigante e non completò lo slalom gigante e ai X di Vancouver 2010 si piazzò 9º nella discesa libera, 19º nel supergigante e non completò lo slalom gigante; l'anno dopo ai Mondiali di Sestriere 2011 fu 11º sia nella discesa libera sia nel supergigante, mentre agli XI Giochi paralimpici invernali di Soči 2014, suo congedo agonistico, si classificò 8º nella discesa libera, 15º nello slalom gigante e non completò il supergigante.

### Carriera nello sci nautico
Durante gli allenamenti estivi, nel 1998 iniziò a praticare lo sci nautico, gareggiando nelle specialità di slalom, salto e wakeboarding; agli Europei del 1998 vinse la medaglia d'argento nello slalom speciale e ai Mondiali del 2003 conquistò la medaglia d'oro nello slalom. Ai Mondiali del 2009 si aggiudicò la medaglia d'oro nel salto e a quelli del 2011 la medaglia d'oro nello slalom; nello stesso anno ottenne il record di salto con 22,30 metri e il record europeo in slalom con 3 boe/58/16. Agli Europei di Nemurs 2012 vinse la medaglia d'oro nello slalom e nella gara a squadre e quella d'argento nel salto e a quelli di Skarnes 2016 la medaglia d'oro nel salto e quella d'argento nella gara a squadre; nel 2019 conquistò il record europeo di slalom (categoria L) con 3,25 boe/58/16.

## Palmarès

### Sci alpino

#### Paralimpiadi
- 2 medaglie[1]:
  - 2 argenti (discesa libera, superigigante a Salt Lake City 2002)

#### Mondiali
- 1 medaglia:
  - 1 argento (supergigante[4] a Lech 1996)

### Sci nautico

#### Mondiali
- 3 medaglie (dati parziali):
  - 3 ori (slalom[4] nel 2003; salto[senza fonte] nel 2009; slalom[senza fonte] nel 2011)

#### Europei
- 6 medaglie (dati parziali):
  - 3 ori (slalom, gara a squadre[5] a Nemurs 2012; salto[3] a Skarnes 2016)
  - 3 argenti (slalom speciale[4] nel 1998; salto[5] a Nemurs 2012; gara a squadre[3] a Skarnes 2016)

## Riconoscimenti
- Atleta disabile dell'anno 2009 dell'International Waterski & Wakeboard Federation - Europa e Africa[1][3]
- Atleta disabile dell'anno 2011 dell'International Waterski & Wakeboard Federation - Europa e Africa[1][3]
- Atleta disabile dell'anno 2016 dell'International Waterski & Wakeboard Federation - Europa e Africa[1][3]